# 10483 Tomburns
10483 Tomburns eller 1983 RP2 är en asteroid i huvudbältet som upptäcktes den 4 september 1983 av den amerikanske astronomen Edward L.G. Bowell vid Anderson Mesa Station. Den är uppkallad efter Tom Burns.
Asteroiden har en diameter på ungefär 3 kilometer.